# AB Gustaf Ericssons Automobilfabrik

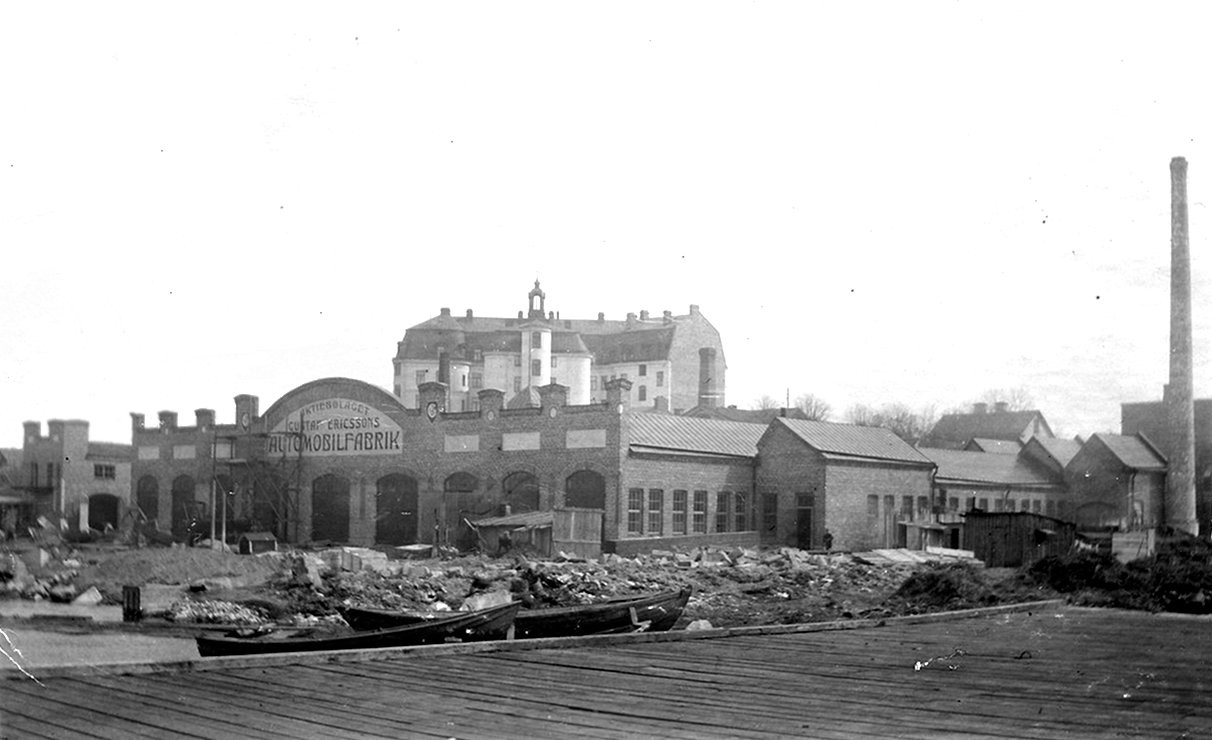
Gustaf Ericsson Automobilfabrik i Liljeholmen 1907.

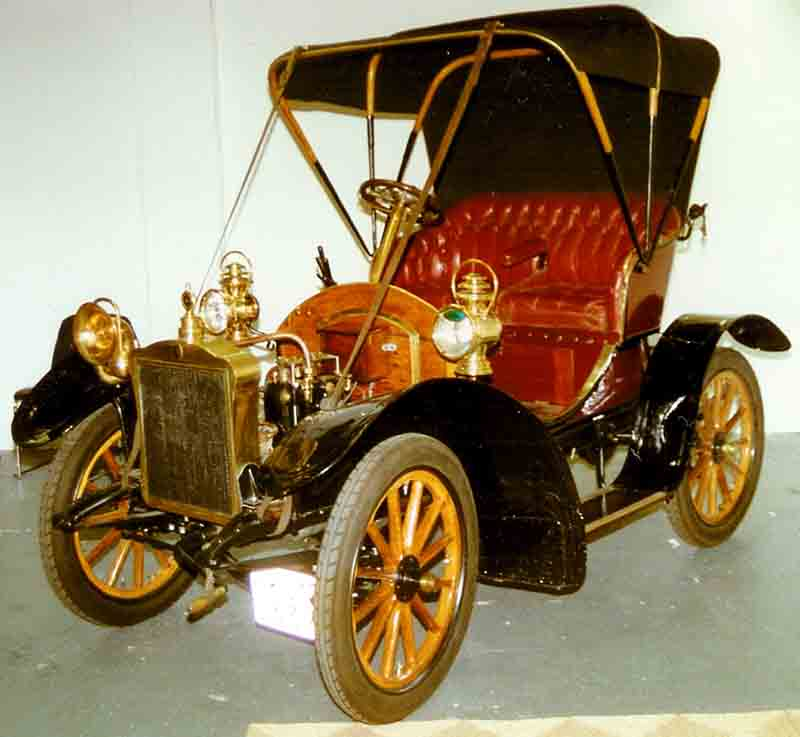
En GEA Gurik från 1907.

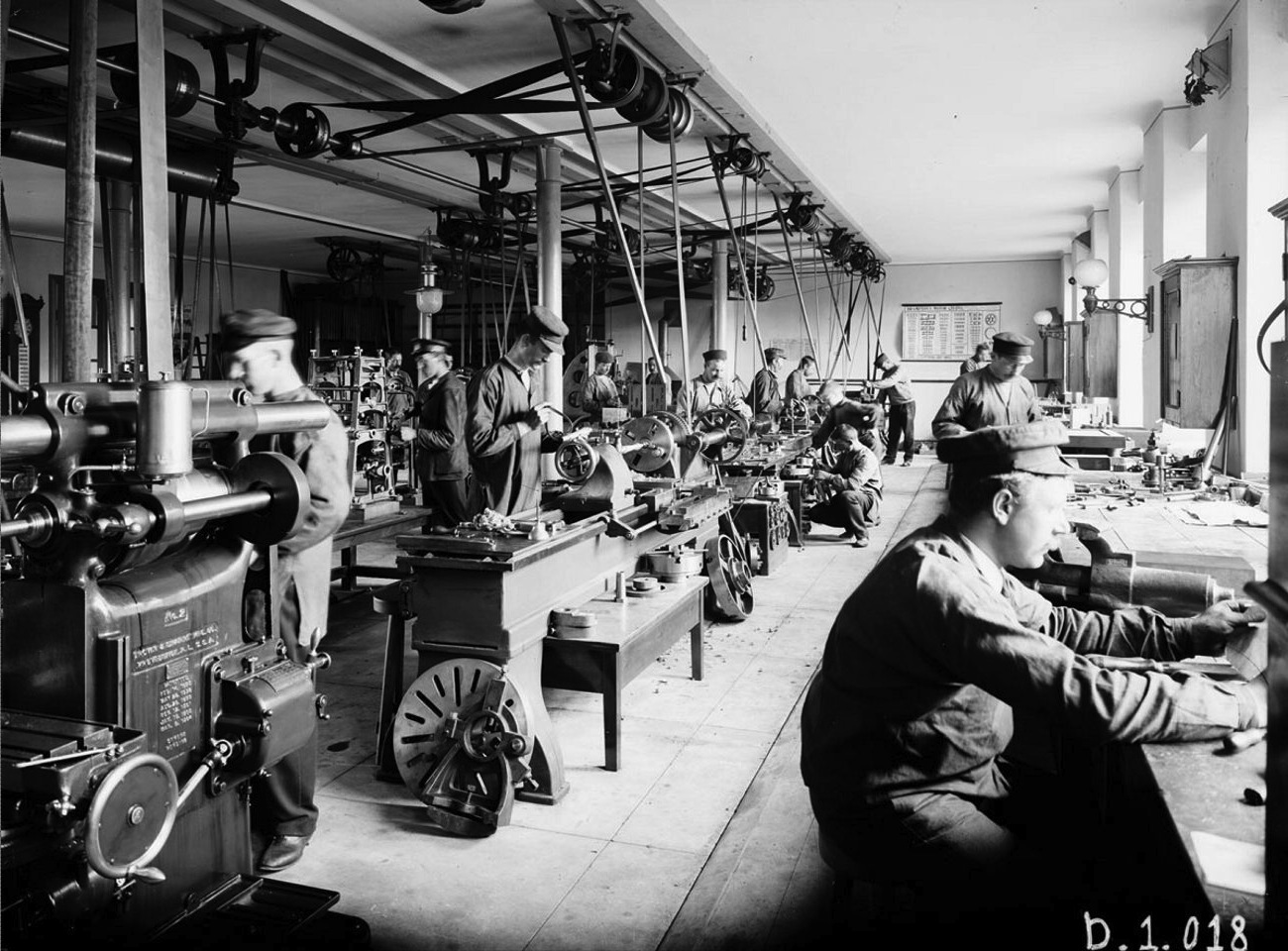
Fabriken på Kungsholmen, interiör 1904.

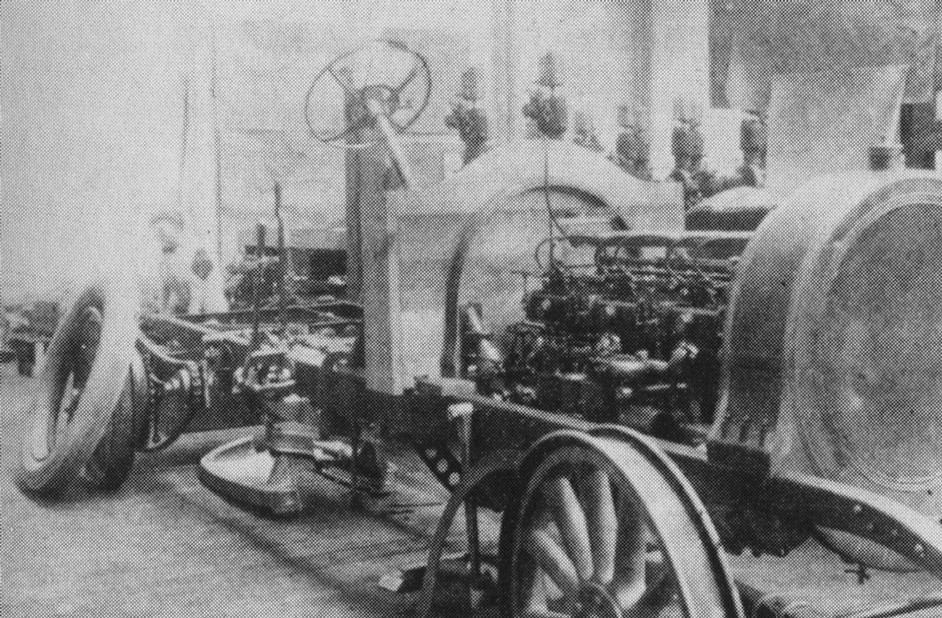
Ormen Långe under sammansättning i fabriken på Liljeholmen.

AB Gustaf Ericssons Automobilfabrik var en tillverkare av bilar, som grundades 1904 i Stockholm av Gustaf L.M. Ericsson, son till Lars Magnus Ericsson.

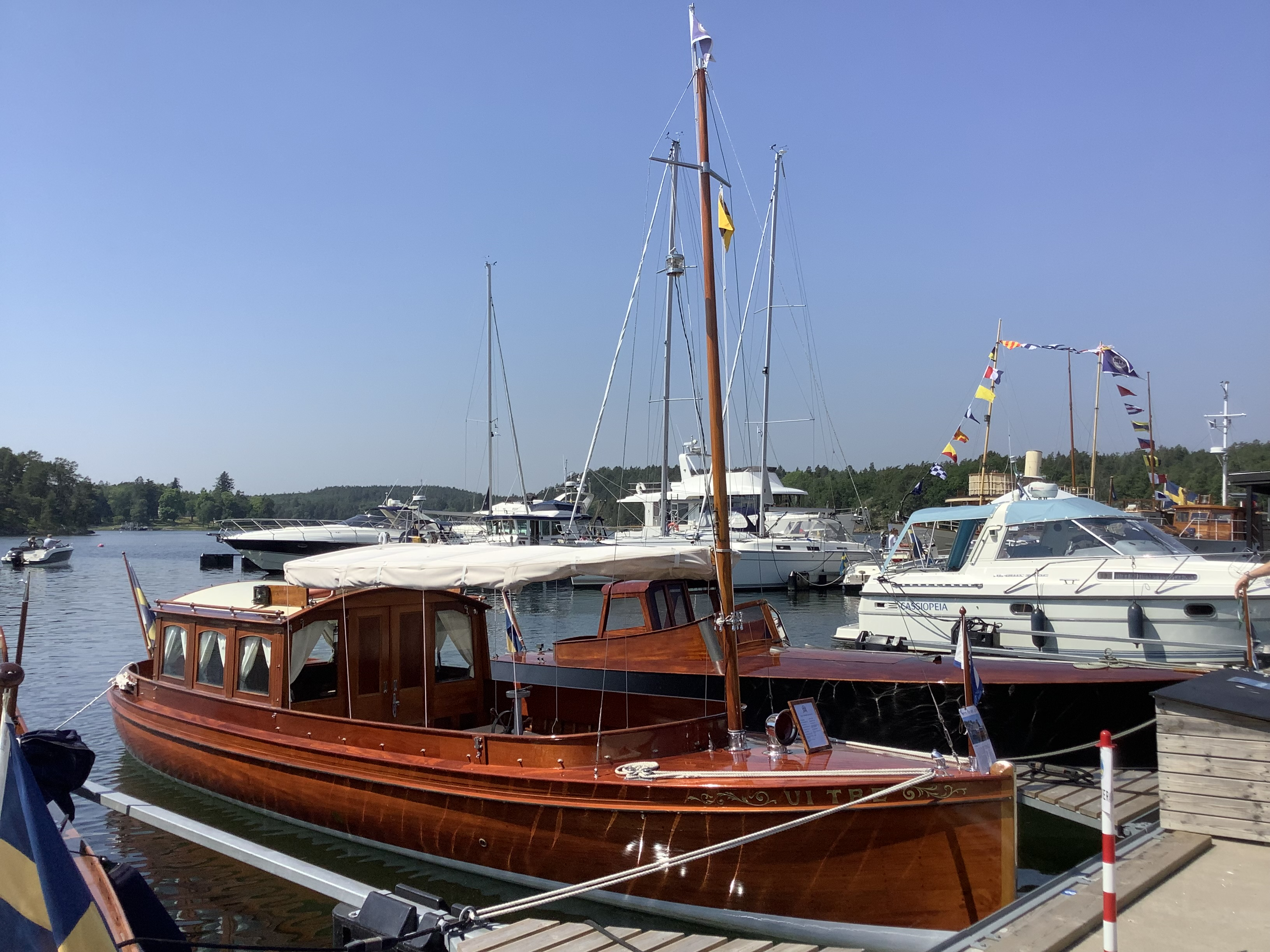
Vi Tre från 1907 i Gustavsbergs hamn, 2021.

## Historia
Gustaf L.M. Ericsson avlade avgångsexamen som ingenjör vid Chalmers tekniska läroanstalt 1903. Han arbetade därefter som verkstadsingenjör i USA. Efter något år återkom han och startade 1904 AB Gustaf Ericssons Automobilfabrik vid Arbetaregatan på Kungsholmen. En av hans medarbetare var Erik Magnus, studiekamrat från Chalmers. Förutom fabriken på Kungsholmen etablerades en serviceverkstad på Regeringsgatan.
Verksamheten flyttade senare till ett tidigare båtvarv i Liljeholmen på Stora Katrineberg 24. Fabriken i Liljeholmen tillverkade några enstaka bilar med märkena GEA och GURIK innan de gjorde konkurs 1907. Konkursen väckte uppmärksamhet.

## Ormen Långe
Efter några år var det tid för att bygga den första bilen. Den var sexcylindrig och först i Europa. Det största problemet var tändsystemet. Man försökte få Bosch att lösa problemet men fick ingen hjälp. Problemet löstes av ingenjören K G Karlsson på Chalmers tekniska högskola genom att använda två magneter.
Motorn var i princip två Fafnirmotorer i rad. Kraftöverföringen till bakaxeln skedde med kedja. Chassit tillverkades i Tyskland. Den första bilen stod färdig 1905. På grund av sitt originella utseende fick den namnet Ormen Långe. Marknaden ansågs inte mogen och den sattes aldrig i serieproduktion. 
Bolaget upphörde efter ekonomiska problem 1909.

## Venus Bilo
Gustaf Ericsson ritade dock senare en modell åt Volvo, Venus Bilo, som tillverkades av Gustaf Nordbergs Vagnfabrik AB.

## Fritidsbåtar
Carl Gustaf Pettersson arbetade som konstruktör på Gustaf Ericssons Automobilfabrik från 1907. En av de salongsbåtar som företaget byggde var M/Y Vi Tre 1907